# Comuna Sobolivka, Brusîliv
Sobolivka (în ucraineană Соболівська сільська рада) este o comună în raionul Brusîliv, regiunea Jîtomîr, Ucraina, formată din satele Dolînivka și Sobolivka (reședința).

## Demografie
Componența lingvistică a satului Sobolivka
     Ucraineană (97,99%)
     Rusă (1,76%)
     Alte limbi (0,25%)
Conform recensământului din 2001, majoritatea populației satului Sobolivka era vorbitoare de ucraineană (97,99%), existând în minoritate și vorbitori de rusă (1,76%).